# Werner Keller
Werner Keller (Gut Nutha, Anhalt, 13 d'agost de 1909 - Ascona, 29 de febrer de 1980) va ser un funcionari alemany, periodista, escriptor i militant contra el nacionalsocialisme durant la Segona Guerra Mundial.

## Vida
Werner Keller va estudiar enginyeria mecànica i medicina i després jurisprudència a Berlín, Zúric, Rostock i Jena. El 1933 es doctorà en dret a Jena.
Com a empleat sènior del ministeri d’armament d'Albert Speer, va salvar la vida de nombrosos jueus. Keller va planejar un audaç intent d'assassinat contra Hitler i va organitzar un grup de resistència a Berlín. Fou condemnat a mort pels tribunals populars. El febrer de 1945, amb l'ajut d'amics d'alt rang, va ser traslladat a Fort Zinna, la presó a Torgau de la Wehrmacht, just abans de l'execució prevista. Keller va ser finalment alliberat per les tropes nord-americanes (69a Divisió d'Infanteria dels Estats Units) a finals d'abril.
Després de la Segona Guerra Mundial, va treballar inicialment com a periodista i publicista acadèmic a Hamburg. Va treballar per a Nordwestdeutscher Rundfunk, Die Welt, Die Zeit i va il·lustrar revistes com Stern i Neue Illustrierte. Aquí també va utilitzar el pseudònim de Norman Alken.
El seu llibre Und die Bibel hat doch recht, publicat per primera vegada el 1955, tingué una tirada de més d’un milió d'exemplars a Alemanya i va ser traduït a més de 20 idiomes.

## Obra
- Der Untergang des Anfechtungsrechts der Ehelichkeit gemäß § 1593 BGB durch Verzicht und Anerkennung.
- Und die Bibel hat doch recht.
- Ost minus West = Null.
- Und die Bibel hat doch recht – in Bildern.
- Und wurden zerstreut unter alle Völker – Die nachbiblische Geschichte des jüdischen Volkes.
- Denn sie entzündeten das Licht. Geschichte der Etrusker – die Lösung eines Rätsels.
- Was gestern noch als Wunder galt. Die Entdeckung geheimnisvoller Kräfte des Menschen.